# Desfés

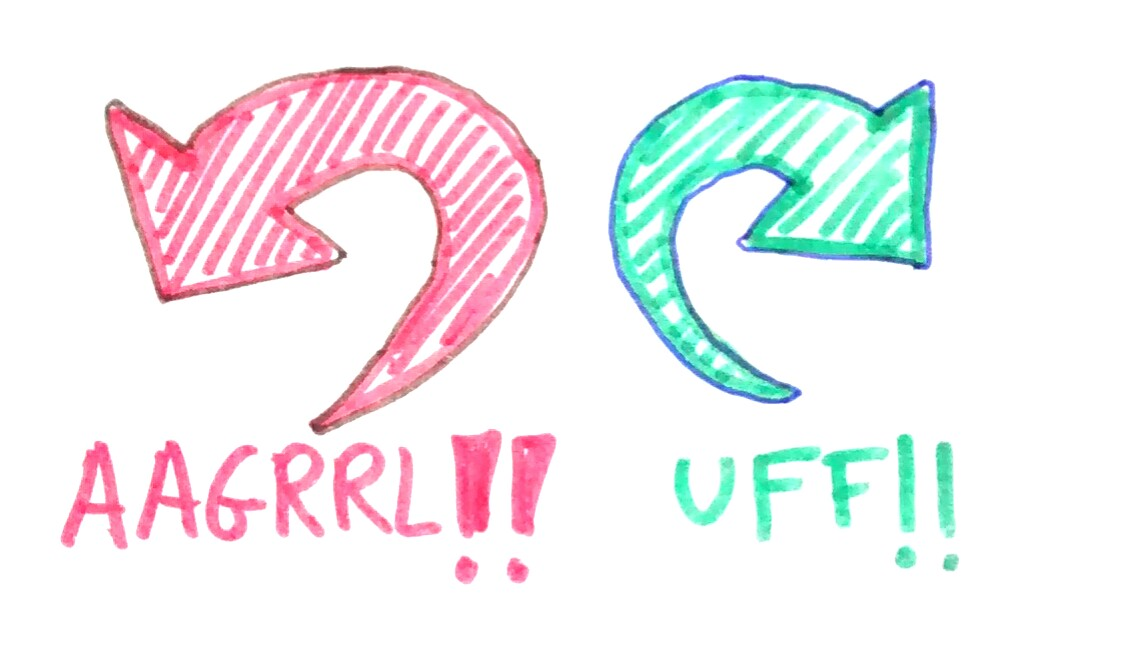
Caricatura d'icones utilitzades per "desfés" i "refés"

Desfés és una ordre dins molts programes d'ordinador, que esborra l'últim canvi fet al document, fitxer o programa revertint-lo a un estat anterior disponible en la memòria de l'ordinador. En molts programes es pot desfer més d'un canvi successivament.
L'ordre contrària a desfés és refés. Refés inverteix les accions desfetes o avança en la memòria a un estat més actual. En la majoria d'aplicacions d'escriptori, l'ordre desfés s'activa prement la combinació de tecles Ctrl+Z. La combinació més comuna per refer quan s'ha desfet és Ctrl+Maj+Z o Ctrl+Y.